# 嚴光祖
嚴光祖，又稱秦光祖，福建福州府闽县人，明朝政治人物、進士出身。

## 生平
建文四年，福建壬午乡试中舉。永樂二年（1404年），登甲申科進士。后選為翰林院庶吉士，編撰永樂大典。